# LRP-Offroad-Challenge

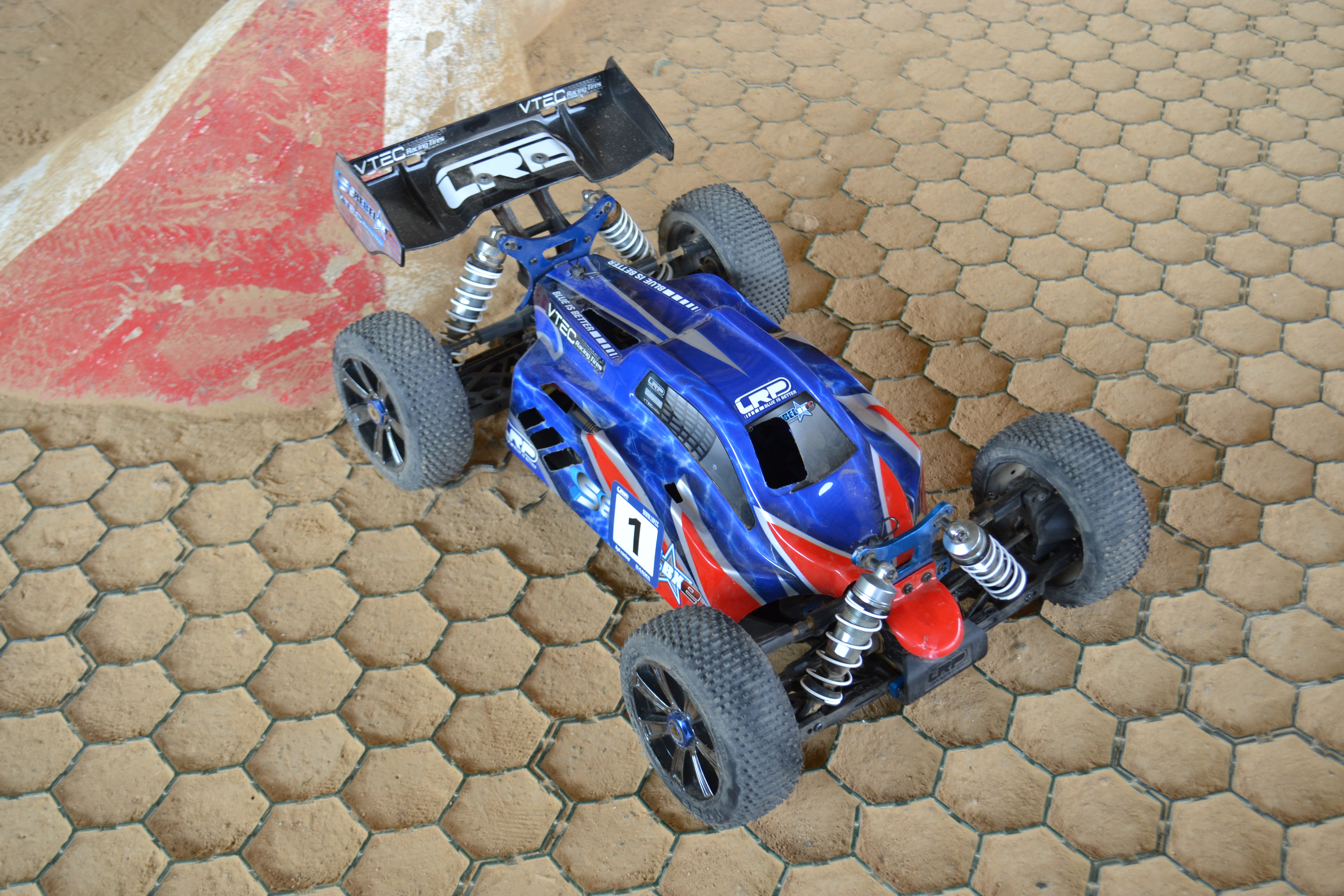
Ein Buggy der Klasse 1:8 (LRP)

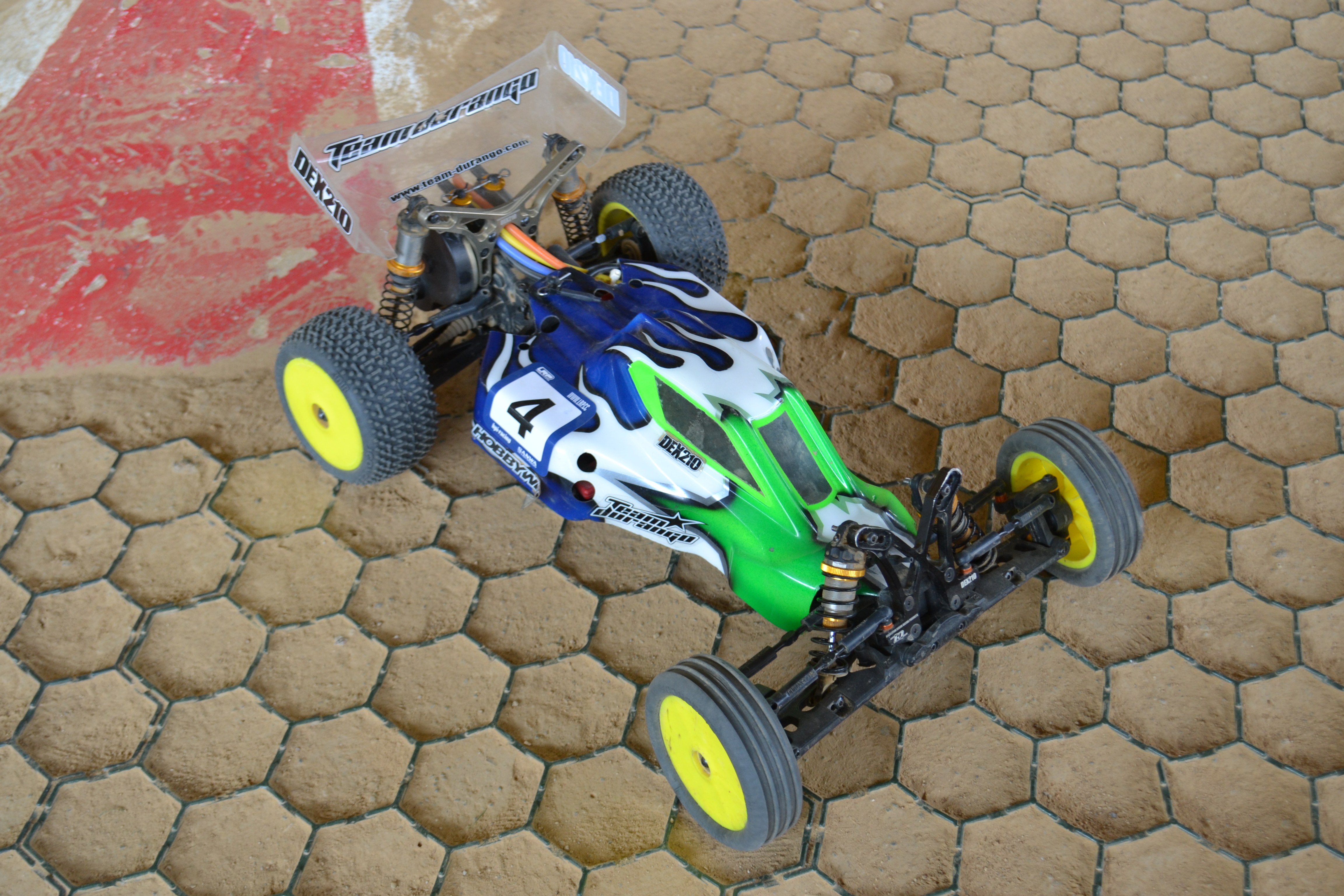
Ein Buggy der Klasse 1:10 2WD (Durango DEX210V2)

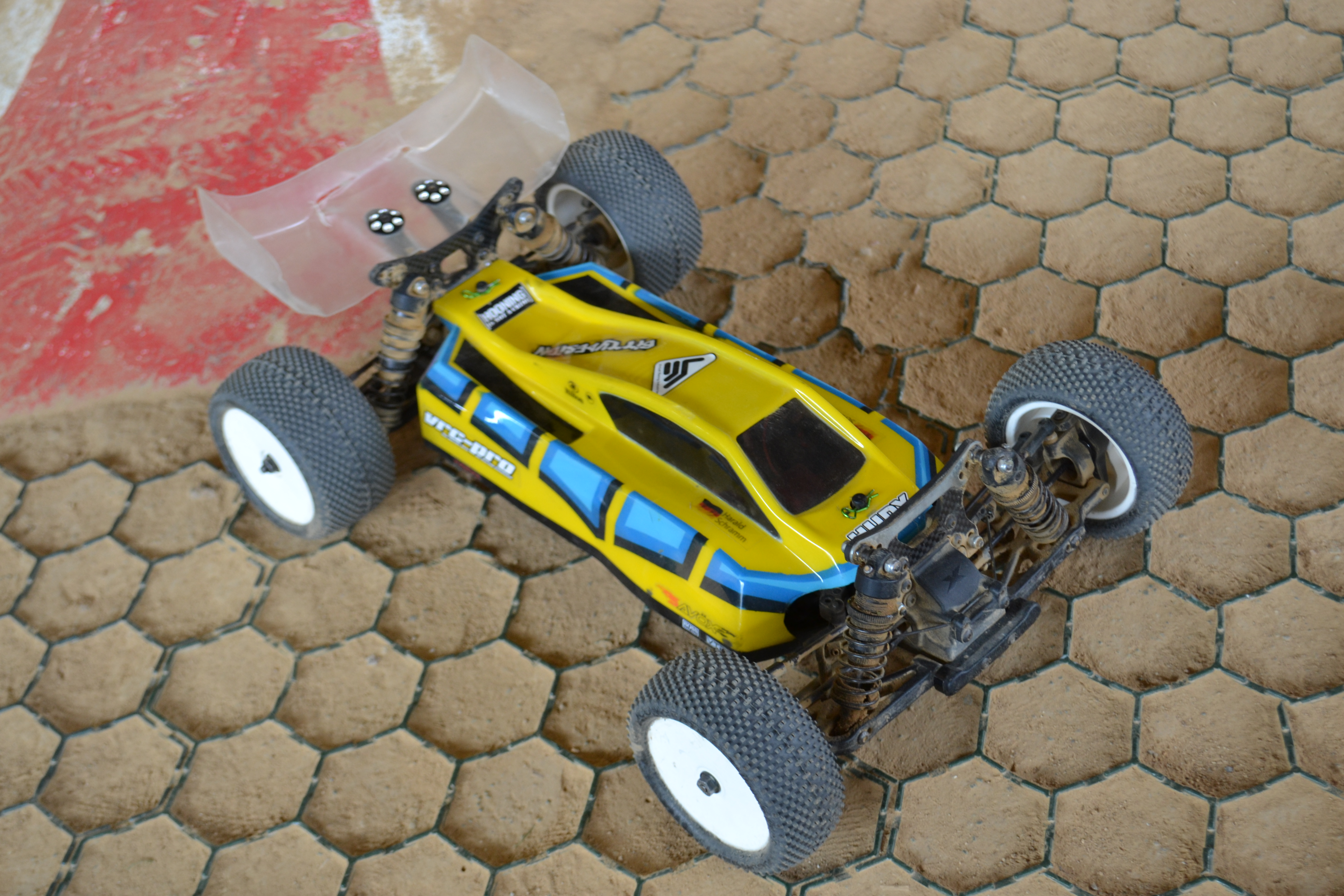
Ein Buggy der Klasse 1:10 4WD (XRAY XB4)

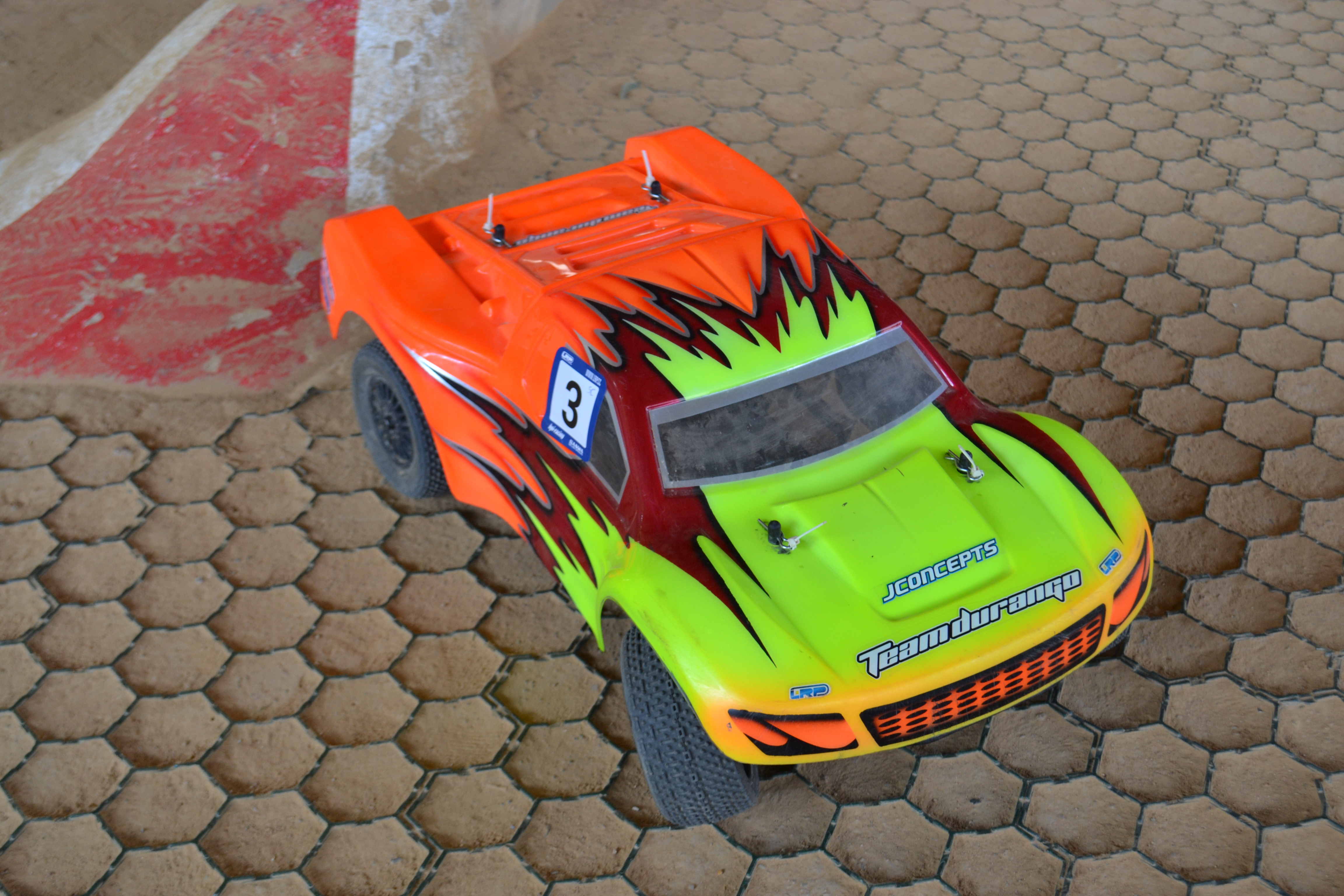
Ein Fahrzeug der Klasse Short Course (Durango)

Die LRP-Offroad-Challenge, vormals LRP-Asso-Challenge ist eine von der LRP electronic GmbH organisierte Rennserie für funkferngesteuerte Modellautos in Deutschland. 
Die Serie wird in mehreren Klassen in offenen Rennen ausgetragen, in denen es möglich ist, sich zur jährlich stattfindenden deutschen Meisterschaft zu qualifizieren. Die Rennen werden nur auf Offroad-Strecken ausgetragen, also Rennstrecken auf Lehm, losem Untergrund oder auch Teppich. Typisch für solche Strecken sind Sprünge, Waschbretter oder auch Tables. Oftmals werden auch Glattbahnstrecken temporär durch künstliche Hindernisse zu Offroad-Strecken umgebaut.
Die Asso-Challenge ist außerdem das Pendant zur LRP-HPI-Challenge, die ausschließlich auf Glattbahnen ausgetragen wird.

## Austragungsmodus
Von Sommer bis Sommer des Folgejahres werden jeweils offene Rennen in allen Klassen der Challenge ausgetragen. In jedem ist es möglich, Punkte in seiner Regionalwertung (Nord, Ost, Süd, West, Mitte) einzufahren. Die Punktbesten jeder Region und Klasse qualifizieren sich zur deutschen Meisterschaft. Sie wird an einem Rennwochenende entschieden.
Üblicherweise finden die Rennen der Sommersaison im Freien statt, während im Winter Hallenrennen ausgetragen werden.

## Klassen
Es werden ausschließlich Klassen mit Fahrzeugen im Maßstab 1:10 und 1:8 angeboten, die von Elektromotoren angetrieben werden. Für Einsteiger gibt es die Klasse Rookie mit einfachen Buggies oder Truggies. Eine weitere Klasse sind die Short Course Fahrzeuge, die den US-amerikanischen Baja-Trucks nachempfunden sind. Darüber hinaus gibt es viert weitere Buggy-Klassen: 2WD, 4WD, 2WD modified und 4WD modified. Diese unterscheiden sich durch den zulässigen Antriebsstrang sowie die stärkere Motorisierung im 4WD-Buggy. Diese haben aktuell mit 321 Watt fast ein halbes PS Leistung auf ein Fahrzeuggewicht von knapp über 1,5 kg zur Verfügung.
Seit der Saison 2015/16 wurde zusätzlich eine Klasse für 1:8 Buggies eingeführt. Diese wird aber nicht bei allen Läufen ausgetragen, da nicht jede Strecke die Voraussetzungen für diese Fahrzeugkategorie erfüllt.

## Deutsche Meister
| Jahr | Ort          | Rookie            | Shortcourse       | 2WD              | 4WD              | 2WD Modified         | 4WD Modified      | Truck          |
| ---- | ------------ | ----------------- | ----------------- | ---------------- | ---------------- | -------------------- | ----------------- | -------------- |
| 2024 | Heilbronn    | Pascal Bader      | Bernd Nottebom    | Nicole Weller    | Henry Fauser     | Pascal Ruml          | Patrick Müller    | Michael Kieber |
| 2023 | Gunzenhausen | Leonie Groß       | –                 | Benedikt Heitzer | Benedikt Heitzer | Moritz Lautenbach    | Moritz Lautenbach | Patrick Müller |
| 2022 | Gemünden     | Sebastian Mederer | Sam Wrobbel       | Simon Stegmeier  | Elias Jordan     | Patrick Müller       | Moritz Lautenbach | Stefan Matas   |
| 2021 | Köngen       | Charlotta Wacker  | Bernd Nottebom    | Simon Stegmeier  | Simon Stegmeier  | Moritz Lautenbach    | Jesper Rasmussen  | Stefan Matas   |
| 2020 | Hellenthal   | Fee-Lina Röder    | Sam Wrobbel       | Simon Stegmeier  | Simon Stegmeier  | Moritz Lautenbach    | Moritz Lautenbach | -              |
| 2019 | Crailsheim   | Louis Metz        | Nenad Ristic      | Simon Stegmeier  | Simon Stegmeier  | Kai König            | Kevin Schmid      | -              |
| 2018 | Potsdam      | Leonie Groß       | Frank Hempel      | Jürgen Kropp     | Kim Sitensky     | Gerrit Mazana        | Mirko Morgenstern | -              |
|      |              | =                 | =                 | =                | =                | 1:8 Buggy            | -                 | -              |
| 2017 | Bischofsheim | Enrico Köhler     | Jürgen Kropp      | Matthias Keding  | Jürgen Kropp     | Maximilian Cantarero | -                 | -              |
| 2016 | Gemünden     | Karsten Schneider | Sebastian Honscha | Patrick Müller   | Matthias Keding  | Kim Sitensky         | -                 | -              |
| 2015 | Duisburg     | Nico Flöter       | Marc Schilling    | Sven Zünd        | Kai Dittes       | -                    | -                 | -              |
| 2014 | Köngen       | Florian Haidar    | Paul Svoboa       | Sven Zünd        | Kai Dittes       | -                    | -                 | -              |
| 2013 | Solms        | Tom Sommer        | Marc Schilling    | Marcus Lübke     | Marcus Lübke     | -                    | -                 | -              |
| 2012 | Burgdorf     | Sebastian Honscha | Alex Piperato     | Meik Niemann     | Meik Niemann     | -                    | -                 | -              |
| 2011 | Troisdorf    | Oliver Keim       | Bernd Haas        | Tom Maquel       | Dai Sakaguchi    | -                    | -                 | -              |